# 동일본 여객철도 E721계 전동차
E721계 전동차(일본어: JR東日本E721系電車)는 동일본 여객철도(JR 동일본)의 교류 일반형 전동차이다.
본문에서는 센다이 공항철도가 소유한 동일 차량의 SAT721계 전동차, 아오이모리 철도가 소유한 동일 차량의 아오이모리 703계 전동차에 대해서도 기술한다.

## 개요
센다이 지사에서 운용되는 재래선 전동차의 차량 갱신과 센다이 공항 억세스선에서의 운용을 목적으로 개발된 차량이다.
2007년 3월 18일에 개업한 센다이 공항철도 센다이 공항선(나토리 역 - 센다이 공항역) 건설 사업에서 센다이 공항철도 센다이 공항역과 JR 센다이역 간 직통 운행이 계획되어 있었다. 이 직통 운행에 필요한 차량으로 E721계 전동차(500번대)와 SAT721계 전동차가 제작되었다. 그리고 JR 동일본 센다이 지구 재래선의 국철 시대 전동차 교체용으로 E721계 전동차 0번대가 제작되었다. 제작을 담당한 것은 가와사키 중공업과 도큐 차량 제조(2012년 4월부터 종합 차량 제작소 요코하마 사업소)이다. 저상화 실현 등이 평가되어 E721계 전동차와 SAT721계 전동차에 대해 데쓰도토모노카이에서 2008년도 로렐상이 수여되었다.
덧붙여 아오이모리 철도에서는 수송력 증강을 목적으로 본 계열을 기반으로한 신형 차량 아오이모리 703계를 2편성 도입할 계획이다. 2013년 11월 26일부터 27일까지 종합 차량 제작소 요코하마 사업소에서 갑종 수송되었다.

## 사양
제어 전동차 쿠모하 E721형과 제어차 쿠하 E720형의 2량 기본 편성으로 구성된다.

### 차체·설비
스테인리스 경량 구체로 승객용 출입문은 양문 개폐식의 측면 3개소가 설치되어 있다.
E721계 전동차는 배리어 프리의 관점에서 차체 구조 등의 설계가 기존 차량에서 세밀하게 강화되어 제작되었다. 그 큰 특징이 저상화의 실현이다. 바닥 밑의 기기가 소형화된데다 기존 차량보다 50mm 낮은 810mm 지름의 차륜이 채용됨에 따라 객실 바닥 높이가 950mm로 홈과의 단차가 190mm(760mm 홈의 경우) 또는 30mm(920mm 홈의 경우)로 되어 기존 차량에 비해 낮아졌다. 기존 차량의 바닥은 홈보다 20cm 이상 높아 홈과 차량 사이에 큰 단차가 생겼기 때문에 차량의 승강구에 스텝이 마련됐지만 E721계 전동차에는 저상화에 의한 스텝은 폐지되었다. 또한 '문틀'의 연장에 따라 차량과 홈 사이의 틈도 줄어들고 있다. 다만 승무원실의 바닥은 기존 차량과 동일한 높이로 객실과 턱이 생기고 있다. 이 때문에 주의 환기 목적으로 노란색 점자가 설치되어 있다.
승객용 출입문 개폐 버튼의 장착 위치는 기존 차량보다 낮은 위치로 개선되었다. 그리고 객실 문이 닫힐때 승객이나 수하물이 사이에 끼지 않도록 개구 10cm정도로 된 시점에서 닫힘 동작이 일단 정지하고 문 고정을 해제하는 기기가 채용되고 있다. 출입문 챠임이 달려 있으며, 문이 열릴 때는 1회 닫을 때는 2회 울리도록 되어있다.
좌석은 세미 크로스시트 배치이다. 출입문 사이에 박스식 크로스시트가 배치되어 있으며 그 이외의 부분은 롱시트이다. 박스식 크로스시트 좌석 간격이 1,585mm, 롱시트 부분의 1명분의 좌석 폭은 460mm로 기존 차보다 넓어졌다.
0번대의 내장은 E233계 전동차에 준해 있어 우선적 부분의 바닥재가 자주색과 회색의 투톤 컬러, 손잡이가 오렌지 색으로 되어 있어 우선적 이외 공간과의 구분이 명확하다. 공조 기기에는 승차율이나 차내, 차량 외부의 온도를 감지하여 설정 기준 온도·풍량을 자동 보정하는 기능을 갖추고 있다. 화장실은 전동 휠체어로의 이용에도 대응 가능한 면적이 확보되어 있다. 쓰레기통은 설치되지 않았다.
자동 방송 장치는 일본어와 영어 2개 국어 대응의 것이 탑재되어 1인 승무, 차장 승무 모두 자동으로 안내 방송이 열린다. 차량 외부의 행선 표시기는 LED식으로 목적지만 표시한다.
향후의 1인 승무를 상정하여 정리권 발권기와 출입구 표시기의 준비 공사가 이루어지고 있다. 그 중 500번대와 SAT721계 전동차에는 센다이 공항선에서의 1인 승무에 맞춰 운전대에 출입문 개폐 스위치가 설치되어 있다. 다만 해당 노선에서는 운임 수수를 역마다 하고 있어 정리권 발권기와 출입구 표시기는 준비 공사인 채로 있다.
또한 2010년 10월에 들어간 증비 편성 5편성에는 1인 승무가 가능하도록 정리권 발권기, 운임함·출입문 표시기·액정 디스플레이식 운임 표시기가 설치되었다. 701계와의 연결 운행도 이루어지고 있다.

### 주행 기기
Mc차(쿠모하 E721형)에는 주변압기, 주변환 장치, 집전 장치라고 하는 주회로 기기, T차(쿠하 E720형)에는 공기 압축기, 보조 전원 장치와 같은 보조 기기류를 탑재한다.
주변환 장치는 미쓰비시 전기의 CI14형이다. IGBT 소자에 의한 3레벨 컨버터+2레벨 인버터로 구성되어 있으며 주로 변환 장치 1기에서 4기의 주전동기를 제어하는 1C4M 방식이다. 또한 701계 전동차와의 협조 운전이 가능하게 되어 있다.
본 계열은 2종류의 성능 모드를 가지고 있다. 본 계열 단독 운행의 경우 기동 가속도 2.2km/h/s로 최고 운행 속도 120km/h 대응의 성능이다. 701계와 병결시에는 701계에 맞춘 성능으로 최고 운행 속도는 110km/h로 억제할 수 있다.
보조 전원 장치는 IGBT 소자를 사용한 후지 전기의 정지형 인버터 SC84를 탑재했다. 용량 여유 확보의 관점에서 주회로부 및 제어 각부를 완전히 이중화한 대기 이중 시스템을 채용했다. 정격 용량은 4.5kVA(교류 50Hz), 12kW(직류)이다.
공기 압축기는 스크루식인 MH1112-C1600MF형을 2기 탑재했다. 1기당 용량은 1,600L/min이다.
보안 장치는 ATS-Ps를 탑재한다.
전술한 것처럼 주행 기기에 관해서는 이중계 구조로 한쪽이 고장나도 양호한 기기로 전환하여 가급적 운행이 가능하도록 되어있다.

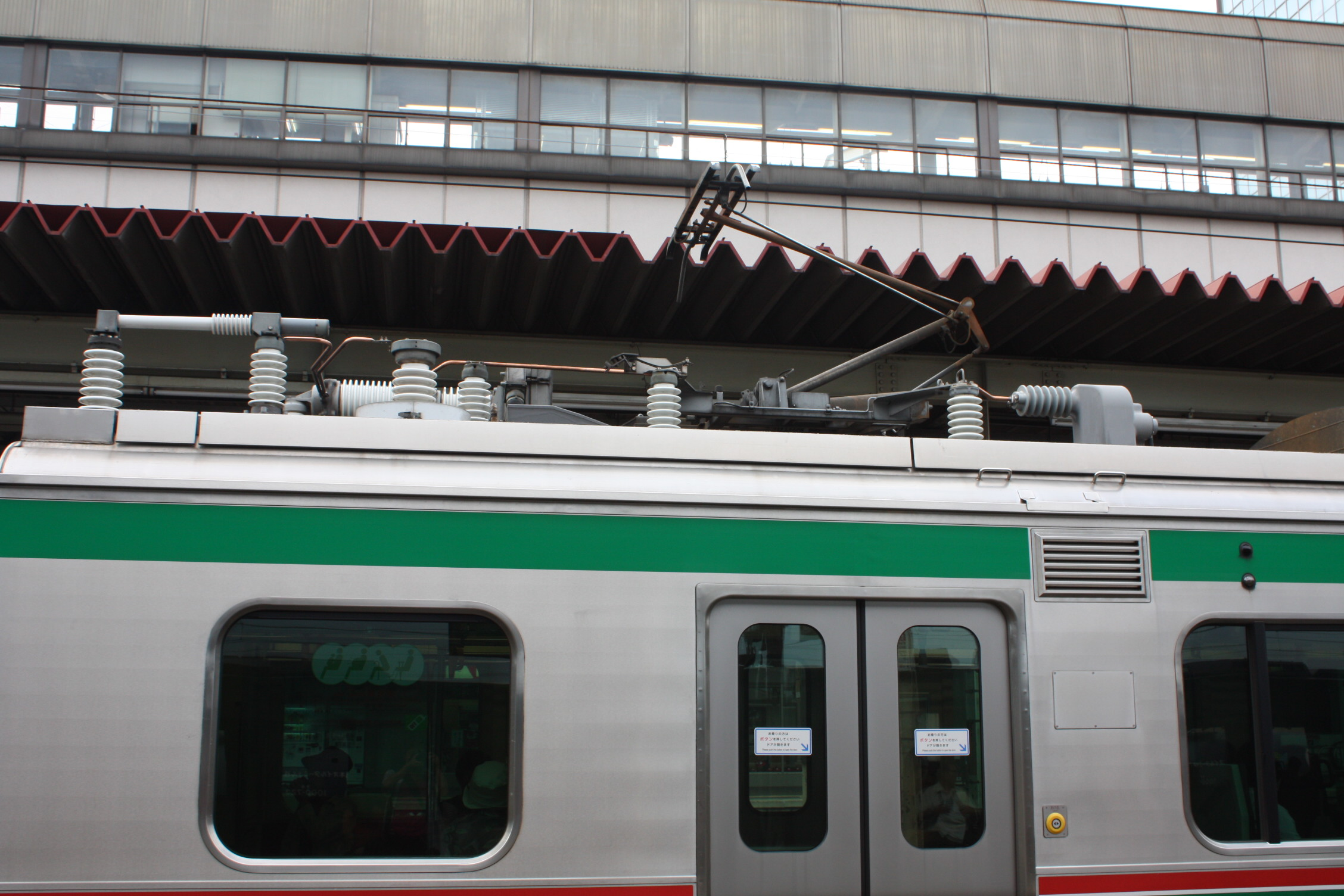
E721계의 PS109형 싱글암 팬터그래프
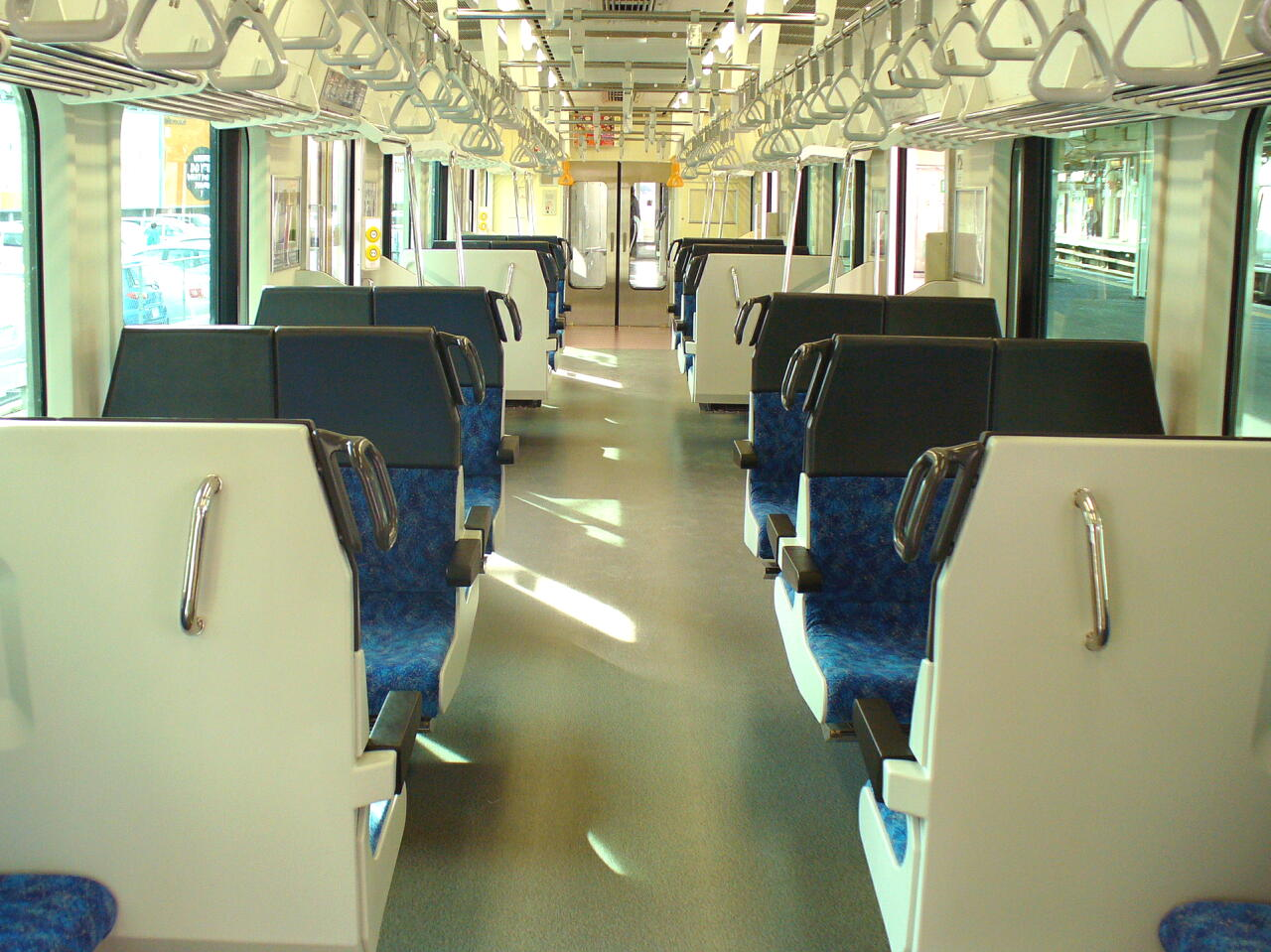
실내(0번대）
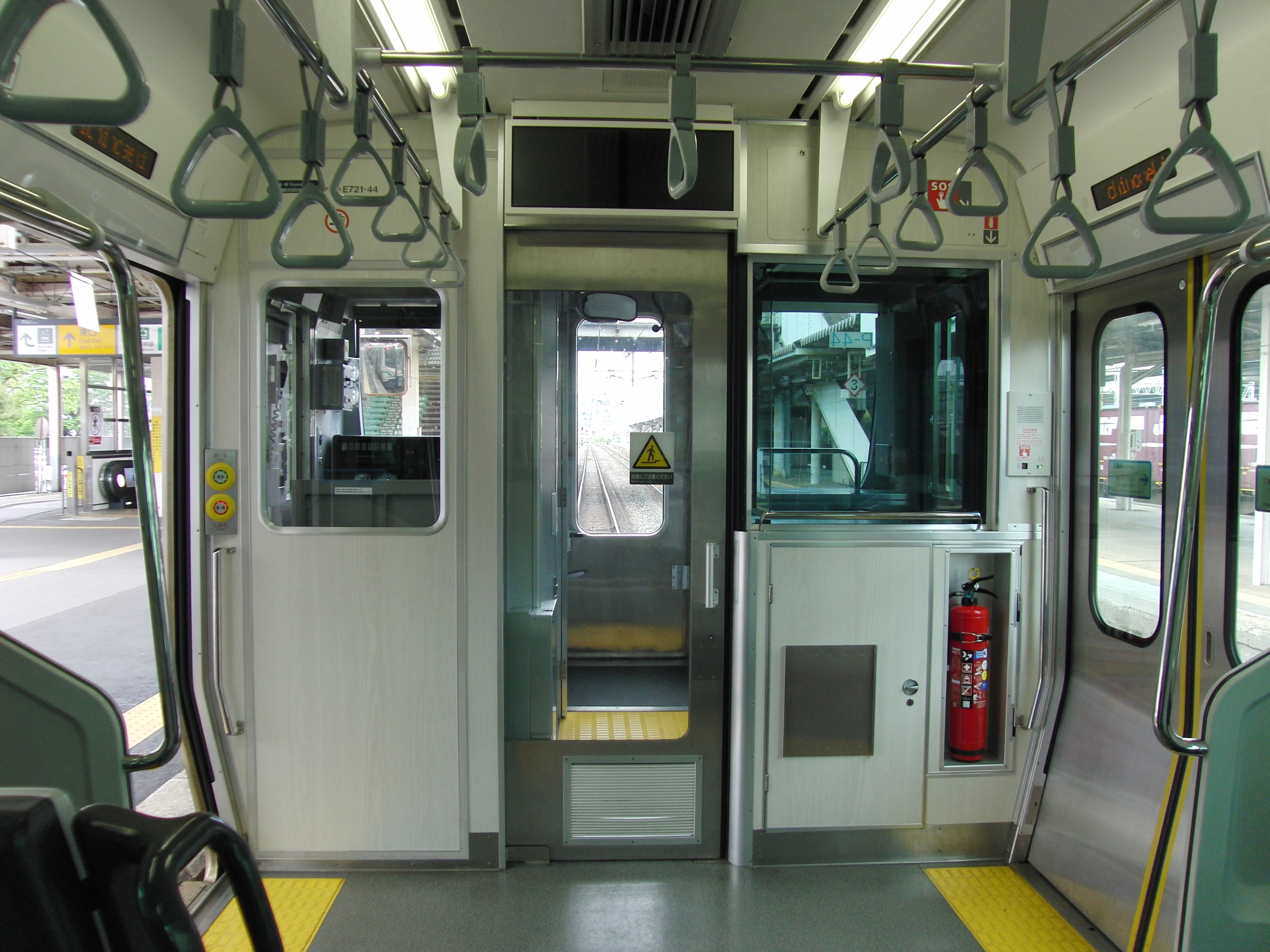
운전석 주변(0번대 1인 승무 대응) 운임표가 칸막이 상부에 설치되었다
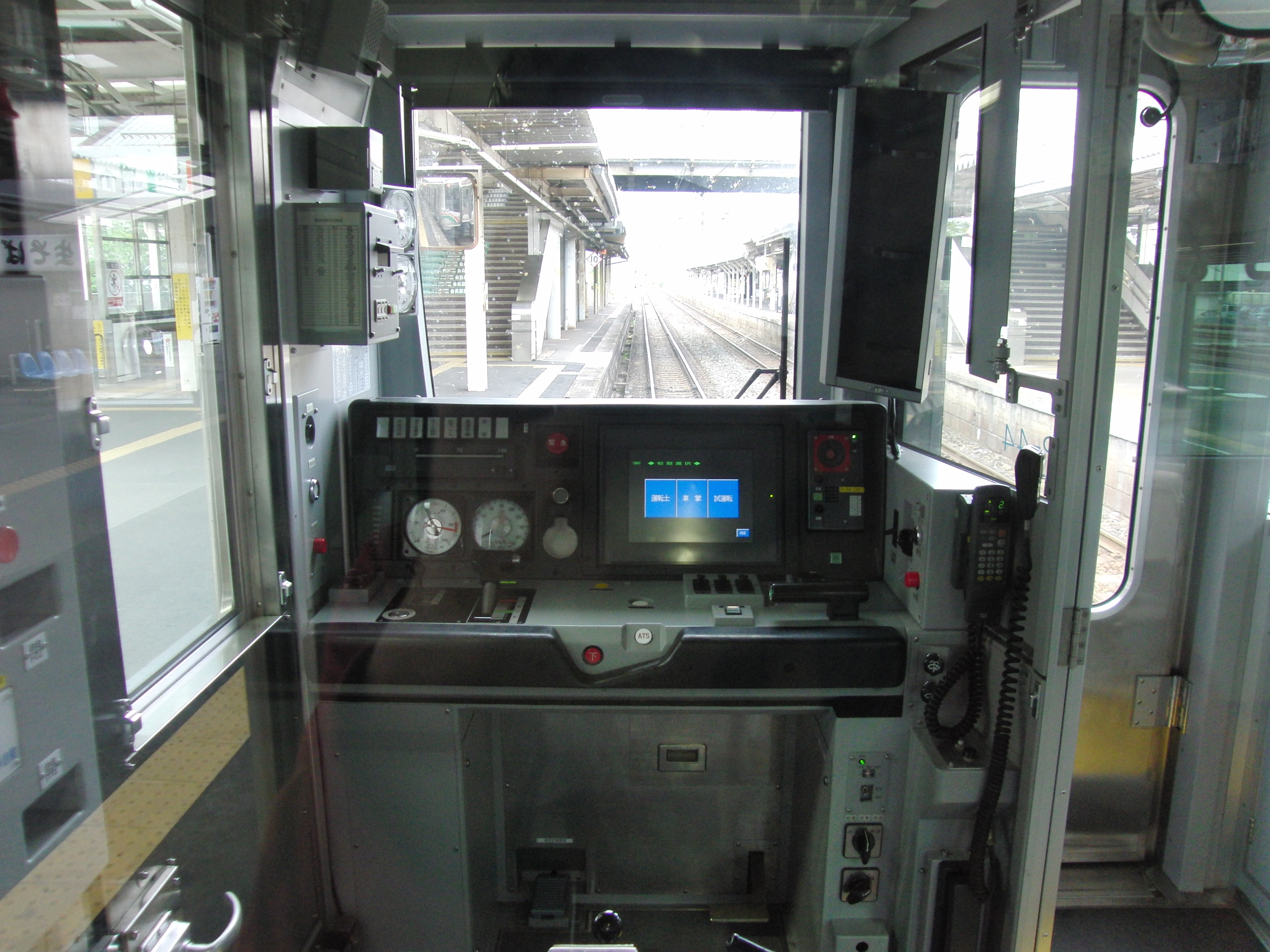
운전대(0번대 1인 승무 대응）
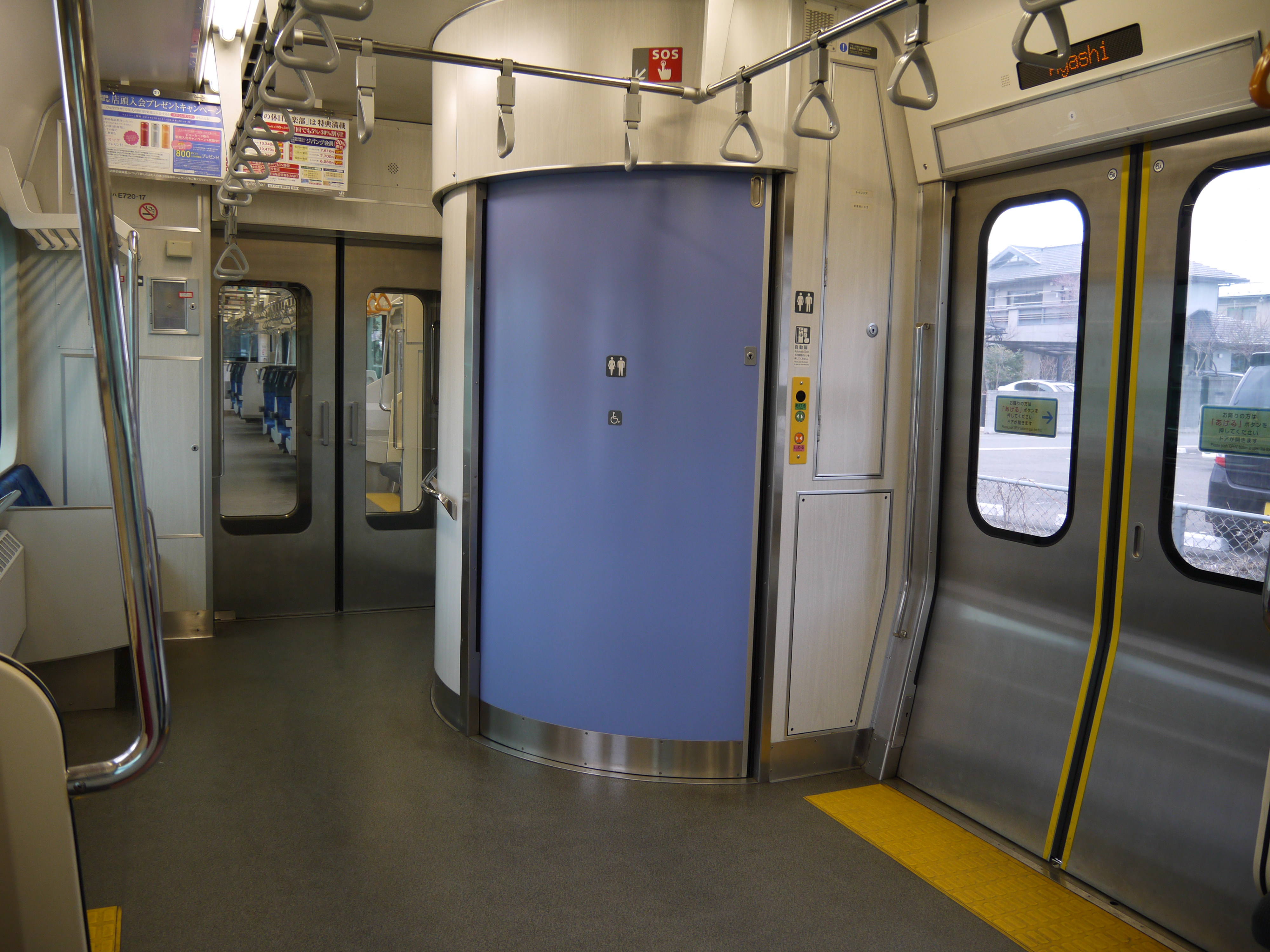
화장실

### 주요 제원
- 차체 구조: 경량 스테인리스제·측면 3도어(반자동 출입문·도어 챠임·개폐 표시등 부가)
- 외부 장식: 초록과 파랑의 띠(500번대)/녹색과 흰색과 붉은 띠(0번대)
- 좌석 배치: 세미 크로스시트(휠체어 스페이스 포함)
- 기타 설비: 행선 표시기, 냉난방 장치, 양변기(전동 휠체어 대응)·1인 승무 관련 기기(운임함, 운임 표시기, 출입구 표시기, 정리권 발행기(0번대·증비 5편성만)
- 모니터 장치: MON16형
  - 701계의 모니터 장치와 호환성을 갖고 양 차량간에서 기기의 동작 상황이 감시된다.
- 다른 차량과의 연결: 701계 전동차와 연결 운행, 719계 전동차·651계 전동차[* 2]와 서로 구원이 가능.
  - 701계 전동차와 연결 운행의 경우 이 계열의 성능에 맞춰 주행하게 된다. ATS의 속도 조사 유형도 이 계열과 연결 운행의 경우에는 이 계열과 같은 조사 패턴이다.

## 구분 번대

### 0번대

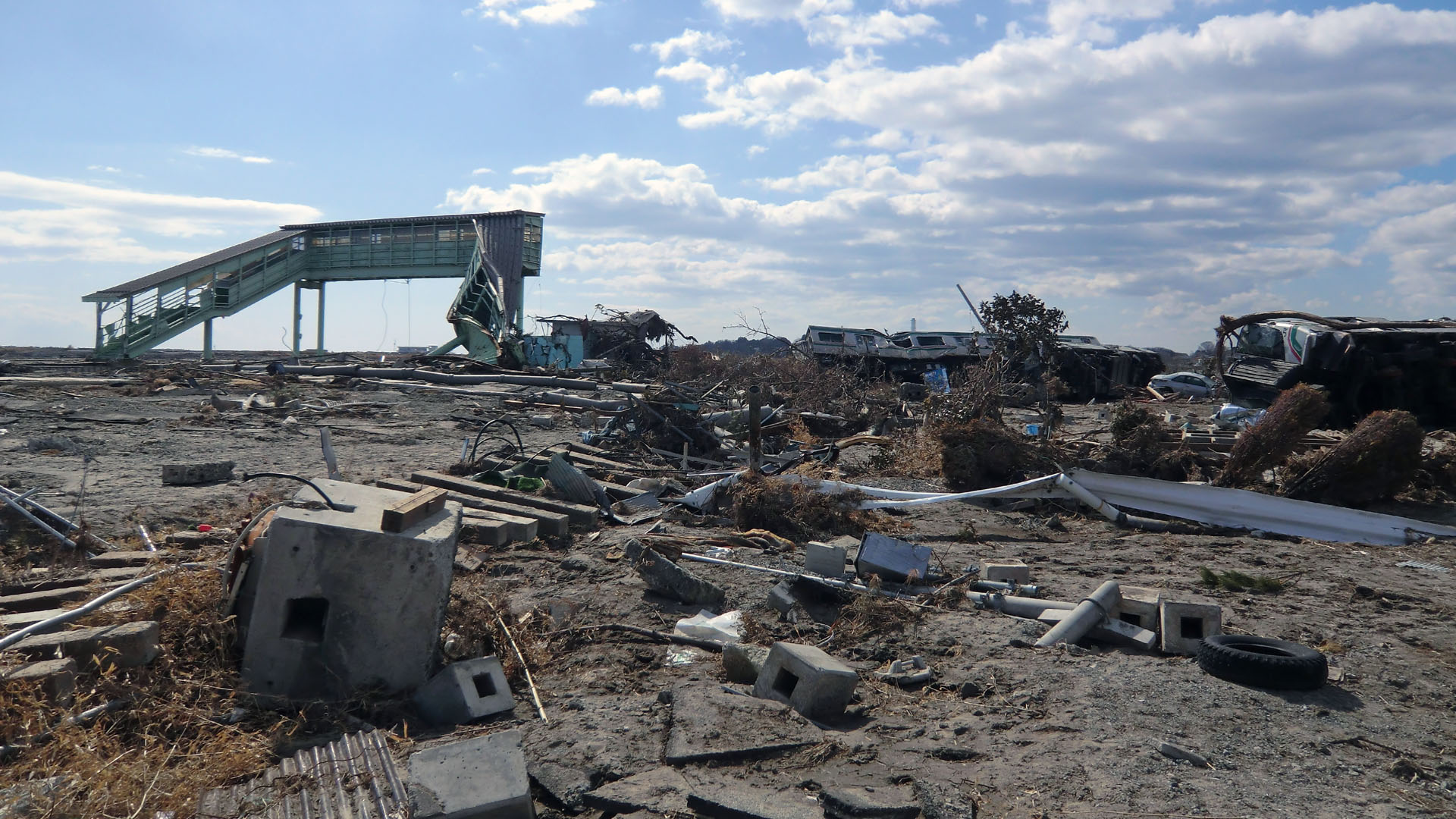
신치 역에 정차해 있던 2편성이 역에서 떠내려갔다

JR 동일본 센다이 지구의 재래선에서 일본국유철도(국철)시대부터 사용된 455계·457계·717계·417계 등의 국철형 전동차 교체 목적으로 제조되었다. 국철형 차량은 2도어차였기 때문에 출퇴근 시에 역에서 승하차 시간이 걸리는 것에 따른 열차의 지연이 속출하고 있었으므로(특히 전 급행형으로 데크부 편미닫이 출입문이었던 455계·457계에서 두드러졌다) 3도어 본 계열의 투입에 따른 승하차의 원활화와 열차의 지연 방지도 시도되었다. 또 센잔선과 조반선에서 압박이었던 수송량의 개선도 시도되었다. 한편 701계에서 채용된 올 롱시트 구조는 본 계열에서는 채용되지 않아 낮 시간때의 착석률과 거주성 확보도 시도되었다.
제1편성은 2006년 11월에 완성되었다. 다음해 2007년 10월까지 1년간 2량 편성 39개 등 총 78량이 도입되어 상기의 구형 차량 117량을 교체했다. 구형 차량에서 신형 차량으로의 전환 과정에서 일부 혼란이 생겼다. 그 해 2월 1일부터 도호쿠 본선, 3월 17일부터 조반선, 4월 22일부터 센잔선에서 영업 운행을 시작했다.
본 번대는 지역 수송에 전용할 목적으로 대형 수하물 설비가 설치되지 않았다. 차체 장식대의 색깔은 701계 전동차(센다이 지사 차량)와 719계 전동차(같은 소속)과 같은 녹색+빨간+흰색이다.
2010년에는 증비차 2량 편성 5편 등 총 10량이 가와사키 중공업에서 완성되어 그 해 9월 7일부터 9일까지 센다이까지 갑종 수송되었다. 이들 증비차는 그 해 10월부터 701계와 공통 운용되고, 1인 승무도 실시하고 있다.
2011년 3월 11일에 발생한 도호쿠 지방 태평양 해역 지진(동일본 대지진)에서는 조반선 신치 역에 정차해 있던 0번대(244M, 2량 편성 2개 P1편성(쿠모하 E721 1·쿠하 E721 1)+P19편성(쿠모하 E721 19·쿠하 E721 19)이 해일에 쓸려가 크게 대파되었다. 해당 차량은 같은 달 12일 폐차에 들어가 4월 14일부터 며칠에 걸쳐 현지에서 해체되었다. 이들 차량의 대체 신조는 2012년 현재 진행되지 않았다.

### 500번대

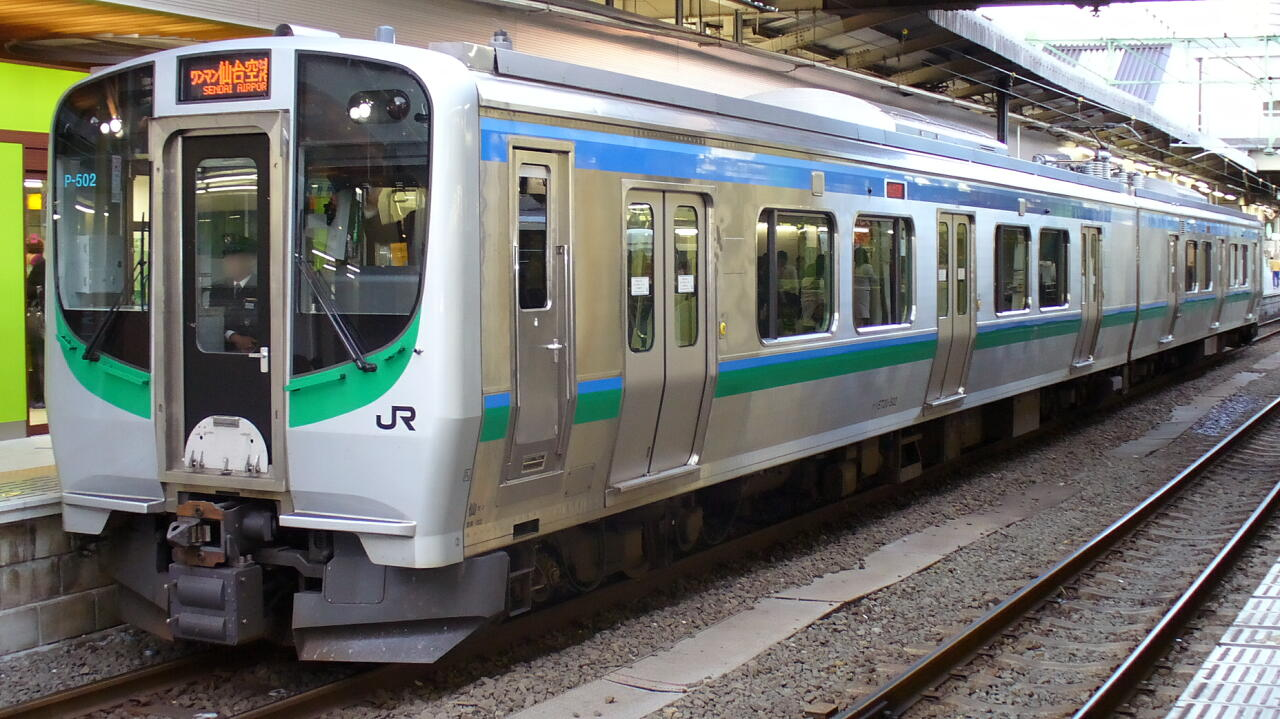
500번대(2007년 11월 4일 센다이역)

센다이 공항선과의 직통운행 전용 차량으로 2량 편성 4개의 총 8량이 존재한다. 공항 접근을 담당하기 위해 대형 수하물 보관소가 설치되어 있는 것이 다르며 1인 승무 장비와 홈 감시 모니터 등 센다이 공항선을 운행할 때 특유의 설비를 탑재하는 것으로 인해 차량 번호가 500번대로 구분되어 있다. 제1편성은 2006년 2월에 도큐 차량 제조에서 완성한 뒤 그 해 9월부터 10월까지 제2 - 제4편성이 가와사키 중공업에서 제조되었다.
센다이 공항선의 개업일인 2007년 3월 18일부터 영업 운행을 시작했다. 영업 운행 개시는 0번대가 앞서 있지만 차량이 완성된 것은 500번대가 첫번째이다. 시작 당초에는 1인 승무 운행이라도 행선 표시기에는 열차의 행선만(쾌속 운행의 경우는 종별도 병기) 표시했다가 나중에 '1인 승무'를 병기하도록 했다.
500번대는 0번대와 달리 JR 동일본 센다이 지사의 상징색인 녹색과 하늘을 떠올리는 파란색 장식대를 차체에 둘렀다. 좌석 표지는 0번대와 마찬가지로 파랑을 기조로 한 것이다. 또한 발차 멜로디(Water Crown)을 차량 외부 스피커로 방송할 수 있다.(0번대의 1인 승무 편성의 발차 멜로디도 Water Crown이다.)

### 1000번대
2016년 가을부터 센다이 지역에서 운용되는 719계 0번대의 치환을 목적으로 도입될 예정이며, 0번대를 바탕으로 마이너 체인지가 이루어지고 있다. 본 계열에서는 처음 4량 고정 편성이 된 0번대에 의한 4량 편성과 차이가 있다. 내부는 LED조명을 채용하였으며, 차체 장식대 색도 0번대의 빨간 색인 부분을 "사쿠라 색"으로 변경되었다. 전차량 센다이 차량 센터에 소속이 될 예정이다. 총 4량 19편성이 도입될 예정이다.

### SAT721계 전동차

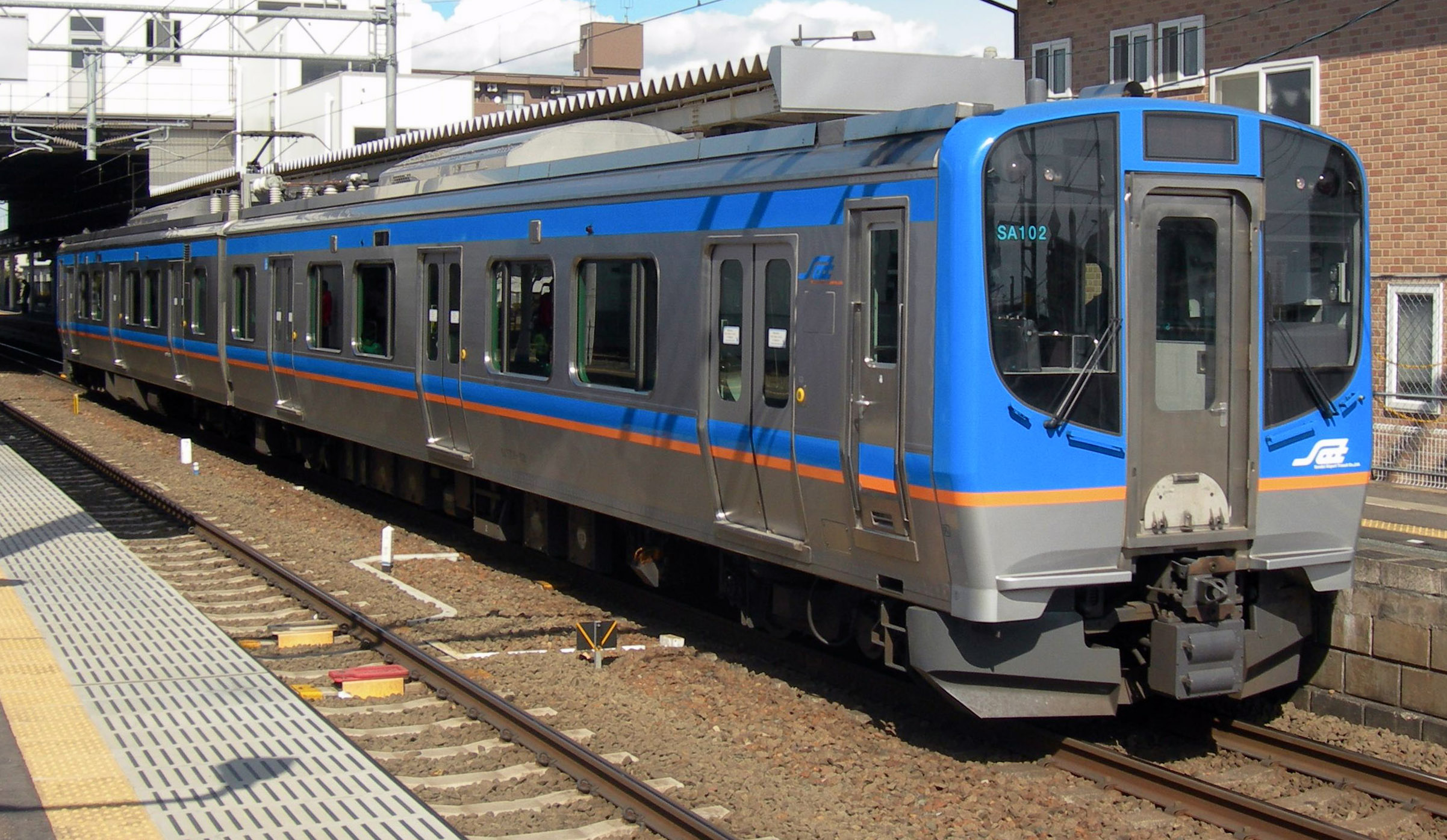
SAT721계 전동차(2008년 3월 5일 나토리 역)

SAT721계는 센다이 공항철도의 자사 발주 차량으로 이 회사는 2량 편성 3개 총 6량을 보유하고 있다. 센다이 방면 제어 전동차의 SAT721형, 센다이 공항 방면 제어차의 SAT720형으로 차량 번호는 100번대(101-103)가 부여되고 있다. 차량 전체는 2006년 11월 가와사키 중공업 제품으로 2007년 3월 18일부터 영업 운행을 시작했다.
외부 도색은 정면의 운전대 주변과 측면의 위아래에 파란색대, 정면과 측면 아래에 황색의 가느다란 띠가 둘러져 있다. 좌석 표지는 빨강을 기조로 한 배색에서 베개부는 착석 단위로 분할되지 않는 마감이다. 다른 사양은 E721계 500번대와 동일하고 해당 차량과 공동 운용되고 있다.
차량 관리 업무는 JR 동일본의 센다이 차량센터에 위탁되고 있다.

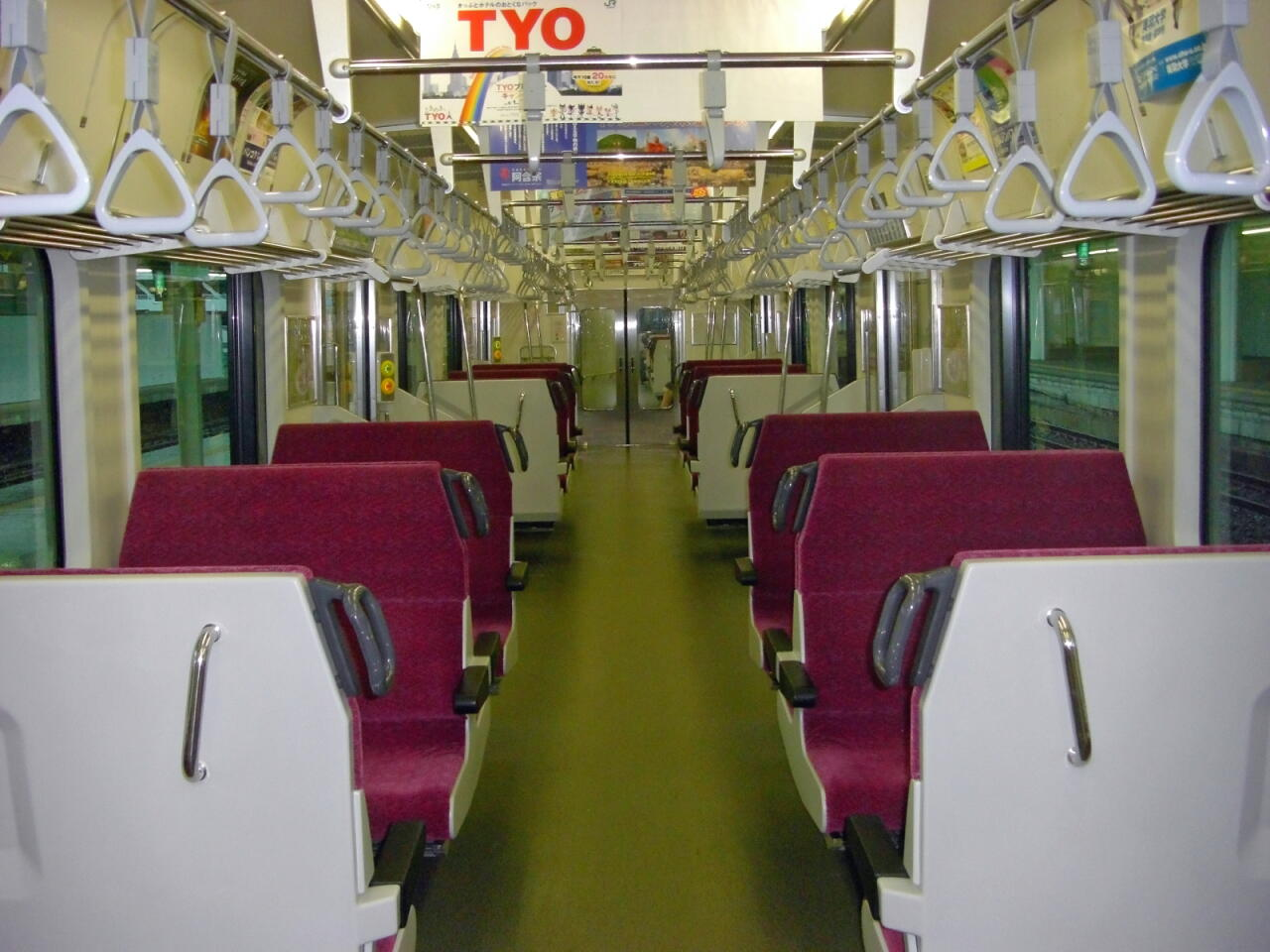
실내
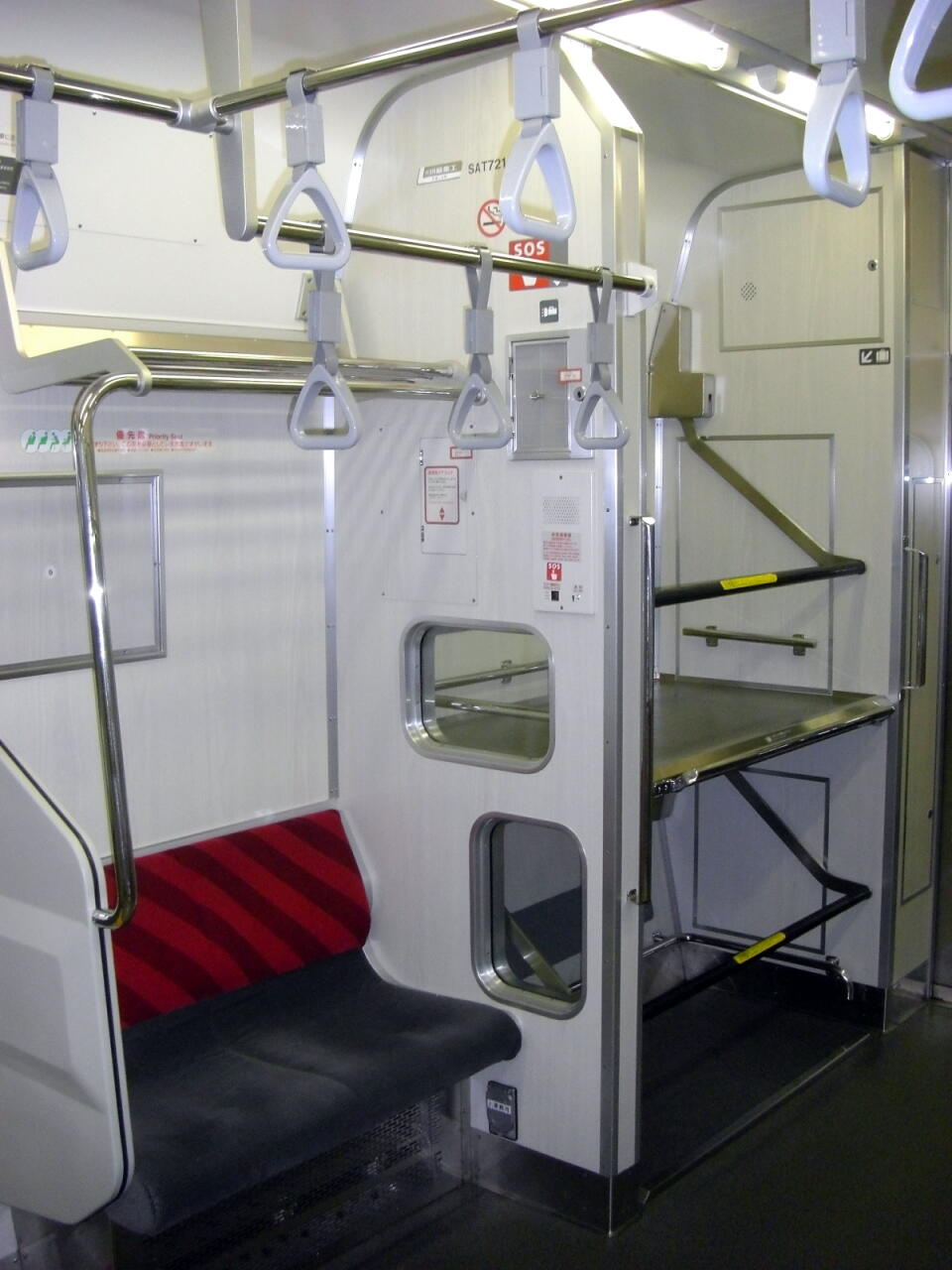
수하물 보관소

### 아오이모리 703계 전동차
아오이모리 703계는 아오이모리 철도가 수송력 증강을 목적으로 E721계를 기반으로 신조한 교류 전동차이다. 형식은 메토키 방향이 제어차의 아오이모리 702형, 아오모리 방향은 제어 전동차의 아오이모리 703형으로 되어 있으며 2량 편성으로 운행된다. 차체·주행 기기는 E721계와 같지만 선두차 상부의 전조등이 좌우 1개씩이었다가 본 형식이 좌우측 각 2개로 구성된 미등을 포함하면 좌우로 라이트류를 각 3개 대폭 탑재한 형태이다. 운전 설비는 500번대에 준한 1인 승무 사양이 되며 동전 교환 기능 운임함을 설치하여 1인 승무 운행을 할 수 있다. 차내 설비·내장·좌석 배치는 E721계와 같지만, 아오이모리 703형의 연결면 측 차량 단부는 우선석으로 임시의 색이 일반석과는 다르다. 이 회사에서 운행되고 있는 아오이모리 701계에 준하여 이 회사의 이미지 캐릭터인 '몰리'가 쓰여 있지만 분홍색의 '몰리'가 1량에 1곳 추가되었다. 종합 차량 제작소 요코하마 사업소에서 2013년 3월에 2량 편성 2편이 제작되어 2014년 3월 15일부터 영업 운행을 시작했다. 차량 번호는 11, 12이다.

## 편성·운용
본 계열은 전체 차량이 센다이 차량센터에 배치되어 있다. 사양에서는 4편성 8량까지 연결하는 운행이 가능하지만, 통상의 영업 운행에서는 6량 편성이 최대이다. 운용 범위는 다음과 같다.
0번대·1000번대
- 도호쿠 본선(구로이소역이치노세키역간·이와키리역리후역사이)
- 조반선(하라노마치 역 - 센다이역 사이) 동일본 대지진에 의한 피해로 현재는 하마요시다역 - 센다이역 구간에서만 운용.
- 센잔선(아침의 상하 3편은 제외)

※임시 열차로 센다이 공항선에 입선한 사례가 있다. 또한 도호쿠 본선 (이치노세키 역 - 모리오카역 사이)에도 입선한 사례가 있다.
※지진에 의한 운용 변경에 대응하기 위해 행선막에 '와타리(-2013년 3월 15일)' '하마 요시다(2013년 3월 16일-)' '미타조노'나, 이치노세키 이북의 행선이 추가되었다. 덧붙여 '미타조노'이외에서는 자동 방송이 이뤄지지 않는다.
※드물게 0번대의 1인 승무 운전 대응 편성과 1인 승무 비대응 편성 혼결 운용도 이루어지고 있다.
※2011년 7월경부터 0번대의 1인 승무 비대응 편성(P2-P18·P20-P39)도 1인 승무 대응 편성(P40이후)과 같은 디자인의 차체 번호 스티커로 교체되었다.
※이 밖에 승무원 훈련 관계로 모리오카 차량센터까지 입선하기도 했다.
2010년 10월 20일부터 701계 전동차와의 병결 운행이 시작되었다.
500번대·SAT721계
- 도호쿠 본선 센다이 공항선(센다이역 - 나토리 역 - 센다이 공항역 간)

※500번 대와 SAT721계 전동차 차량 운용은 공통화되어 상호 연결된 운용도 있다.
※P-501·P-503편성에서는 측면의 문과 창문 사이로 창 밑에 스티커형 광고가 첨부되고 있다.
※시운전에서 선산선·반월 니시선(고리야마 역-아이즈 와카마츠 역 간)에 입선한 사례가 있다.
※동일본 대지진에 의해 도호쿠 신칸센이 운휴하고 이에 따라 운전된 임시 열차"신칸센 릴레이호"와 임시 쾌속 운용에서 영업 운전에서 도호쿠 본선(나토리 역 - 후쿠시마 간)에 입선했다. 이 때 500번대를 모두 연결한 8량 편성으로 운행이 실시되었다.
※상기 조반선 와타리 역 - 센다이역 간에서도 운용되며, 0번대와의 혼결 운용도 실시되었다. 당초 행선 표시기는 '임시'를 게시했다가 나중에 0번대와 함께 데이터 갱신이 이루어져 와타리를 표시하게 되었다. 2011년 10월에 센다이 공항선이 완전 복구·운행이 재개되어 2012년 현재 719계가 조반선 운용의 일부를 수행하고 있기 때문에 이후는 500번대·SAT721계는 입선하지 않고 있다.

### 내용주
1. ↑  본 형식은 3도어 세미 크로스시트로 제작되었기 때문에 일반적으로는 근교형으로 분류되지만 JR 동일본에서 E231계 이후 보통 열차용 전동차의 구분에서 일반형을 사용하기 때문(일반형 차량(철도)를 참조)본고에서는 일반형으로 한다.
2. ↑  2007년 11월 6일에 조반선(신치 역 - 사카모토 역 간)에서 열린 합동 이상시의 훈련에서 고장으로 긴급 정차한 651계 전동차를 E721계 전동차가 구원을 한다는 가정하에 훈련이 실시되었다.
3. ↑  기존 차량의 나머지 27량은 미토선·조반선 도모베 역 - 하라노마치 역 간에서 운용되는 415계 전동차(1500번대)로 교체되었다.
4. ↑  조반선에서는 2007년 3월부터 E721계 전동차 2량 편성으로 운행되는 열차가 생겼지만 후에 일부 열차로 455계 전동차 6량 편성으로 운행했다가 그 해 11월에 E721계 전동차 4량으로 편성이 변경되었다. 반에츠사이선에서는 E721계 전동차 도입에 의해 전출된 719계 전동차가 455계 전동차를 교체하는 계획으로 2007년 7월에 일단은 교체되었으나 그 해 9월부터 이듬해 3월까지 455계 전동차 1편성 3량이 반에쓰사이선의 운용에 포함되어 있었다.
5. ↑  701계 100번대가 2010년 12월의 다이아 개정에 맞춰 센다이 차량센터에서 아키타 차량센터로 전속된 것에 대한 보충용.

### 참조주
1. 1 2 3 4  레일 앤 테크 출판 '철도 차량과 기술' No.116 'JR 동일본 E721계 500대 일반형 교류 전동차의 개요'기사.
2. 1 2  일본 철도차량 공업회 '차량 기술' 233호 '동일본 여객철도 E721계 0번대 일반형 교류 전동차' 기사.
3. 1 2  일본 철도차량 공업회 '차량 기술' 232호 'JR 동일본 E721계 500번대 일반형 교류 전동차'기사.
4. ↑  네코 퍼블리싱 『Rail Magazine』 No.282 P60
5. ↑  JR 동일본 E721계 일반형 교류 전동차 | JR 동일본전용 | 가와사키 중공업 차량 컴퍼니
6. ↑  'IGR 이와테 긴가 철도와 아오이모리 철도', 『철도 저널』 2012년 12월호(통권 554호), 철도 저널사, p.69
7. ↑  '아오이모리 철도 '아오이모리 703계'를 도입' 보관됨 2013-10-17 - 웨이백 머신 레일 호비다스 철도 뉴스 최신 철도 정보 네코 퍼블리싱 2013년 10월 17일
8. 1 2 3  시스템 기기 보관됨 2014-04-10 - 웨이백 머신 후지 시보 제80권 제1호(2007년), 후지 전기
9. ↑  E721계 2량×5개 편성 갑종 수송-『철도 팬』 교우사 railf.jp 철도 뉴스 2010년 9월 9일
10. 1 2 3  『일본 철도 여행 지도책 동일본 대지진의 기록』 42페이지
11. 1 2  ジェー・アール・アール, 편집. (2011). 《JR 전차표 2011 여름》. 교통 신문사. p.27쪽. ISBN 9784330212111. 다음 글자 무시됨: ‘和書’ (도움말)
12. ↑  '동일본 대지진에 의한 도호쿠 신칸센·재래선의 피해 상황'『철도 저널』 2011년 6월호(통권 536호 )p102, 철도 저널사
13. ↑  해일로 뒤집힌 전동차가 철거된 후쿠시마 현의 JR 신치 역 보관됨 2011-04-19 - 웨이백 머신(msn 산케이 뉴스 2011년 4월 16일 20:10)
14. ↑  『철도 팬』 2014년 4월호, 교우사 2014년 p.66
15. ↑  E721계가 모리오카에-교우사 『철도 팬』 railf.jp 철도 뉴스 2013년 2월 25일
16. ↑  E721계와 701계가 병결 운행을 개시 철도 팬·railf.jp
17. ↑  “'신칸센 릴레이호' 운행 도호쿠 본선 후쿠시마 ― 센다이 간” (일본어). 교통신문사. 2011년 4월 12일. 2013년 7월 9일에 원본 문서에서 보존된 문서. 2011년 4월 18일에 확인함.
18. ↑  “신칸센 릴레이호<트레인 북스>” (일본어). 트레인 북스. 2011년 4월 12일. 2011년 4월 18일에 확인함.